# سباستیان برندل
سباستیان برندل (آلمانی: Sebastian Brendel؛ زادهٔ ۱۲ مارس ۱۹۸۸) یک قایقران کانو اهل آلمان است. برندل در المپیک ۲۰۱۲ لندن و ۲۰۱۶ ریو دو ژانیرو در کانوی ۱ نفرهٔ ۱۰۰۰ متر، مدال طلا را کسب کرد. او در مسابقات جهانی نیز تاکنون ۵ طلا، ۴ نقره و ۳ برنز به دست آورده‌است.
وی همچنین برنده جوایزی همچون برگ بوی نقره‌ای شده است.